# Gašinci
Gašinci is een plaats in de gemeente Satnica Đakovačka in de Kroatische provincie Osijek-Baranja. De plaats telt 883 inwoners (2001).